# 跳飛機 (電視節目)
《跳飛機》（1976年9月4日－1982年1月22日），是無綫電視翡翠台播映的兒童節目。最初由Sunny哥哥（黃汝燊）主持，之後有商界人士向黃汝燊接洽，希望他擔任兒童雜誌《辛尼哥哥》的編輯，於是無綫電視把他解僱，並改由王愛明接任；《跳飛機》後來在1982年由同類型兒童節目《430穿梭機》所取代。
這個節目名稱取自當時香港兒童最愛玩的同名遊戲跳飛機。
Sunny哥哥（黃汝燊）在節目完結後推出《真光》、《心曲》、《我在懷念你》等歌曲（前兩者由香港基督徒音樂事工協會及突破機構製作，最後者由香港視聽教育中心製作。）

## 主持
- 第一代（約1976年至1980年）：辛尼哥哥（黃汝燊）、Billy仔、文仔、青蛙仔、Nancy、劉麗詩、怪獸（嚴秋華）
- 第二代（約1980年至1982年）：明明姐姐（王愛明）、造時姐姐（黃造時）、怪獸（嚴秋華）、怪獸仔（馮欽河）、蘇菁菁、阿Cat

## 外部連結
- 辛尼哥哥歡樂家庭網站 （页面存档备份，存于）
- 跳飛機 (I) （页面存档备份，存于）
- 跳飛機 (II) （页面存档备份，存于）
- 跳飛機 (III) （页面存档备份，存于）
- 跳飛機 (IV) （页面存档备份，存于）